# Land- und Stadtgericht Schubin
Das Land- und Stadtgericht Schubin war von 1834 bis 1849 ein preußisches Land- und Stadtgericht mit Sitz in Schubin.

## Geschichte
Nach dem Ende der Franzosenzeit wurde die der französische Gerichtsorganisation entsprechende Gerichtsorganisation im Herzogtum Warschau 1815 zunächst von Preußen übernommen. Das Friedensgericht Schubin wurde fortgeführt. 1834 wurde die Gerichtsorganisation geändert und einheitlich Land- und Stadtgerichte gebildet. In dem Sprengel des neu geschaffenen Oberlandesgerichtes Bromberg bestanden 9 dieser Gerichte, darunter das Land- und Stadtgericht Schubin.
Das Land- und Stadtgericht Schubin war für den Kreis Schubin zuständig. Dazu gehörten die Städte Schubin mit 2169 Einwohnern (1838), Bartschin mit 581 Einwohnern, Exin mit 2046 Einwohnern, Gonsawa mit 447 Einwohnern, Labischin mit 2304 Einwohnern, Rynarschewo mit 771 Einwohnern und Znin mit 1548 Einwohnern sowie 294 Dorfschaften mit 29.748 Einwohnern. Zusammen gab es damit 39.609 Gerichtseingesessene. 
Am Gericht waren ein Direktor, sechs Richter, zehn Subalterne und sechs Unterbeamte beschäftigt. Es war damit ein Land- und Stadtgericht 1. Klasse. Diese wirkten bei wesentlichen Fällen als Kollegialorgan.
1849 wurden die Land- und Stadtgerichte aufgelöst und durch Kreisgerichte ersetzt. Damit entstand das Kreisgericht Schubin im Sprengel des Appellationsgerichts Bromberg.